# Motoki Imagawa
Motoki Imagawa (今川 元樹 Imagawa Motoki?), född 17 maj 1980 i Tokyo prefektur, är en japansk före detta fotbollsspelare.
Imagawa började sin karriär 1999 i Vegalta Sendai. Han avslutade karriären 2000.